# 黎恭皇
黎恭皇（れいきょうこう、ベトナム語: Lê Cung Hoàng）は、後黎朝大越の第12代皇帝（在位：1522年 - 1527年）。名は黎 椿（れい ちん、ベトナム語: Lê Xuân）または黎 藘（れい りょ、ベトナム語: Lê Lự）。

## 生涯
錦江王黎漴と鄭氏鸞の子で、聖宗の曾孫で、昭宗黎椅の同母弟にあたる。光紹7年（1522年）、昭宗は専権を振るう仁国公莫登庸に不満を募らせ、一部の廷臣と共に山西の明義県にある夢山に籠もると、西都城に拠る鄭綏も昭宗の莫登庸討伐の命に応じた。これに対して莫登庸は、昭宗が君側の奸に唆されたとして、昭宗に同行しなかった同母弟の黎椿を皇帝に擁立し、昭宗を陀陽王に落とした。良文侯阮時雍の娘（莫登庸の妻の阮氏玉璇の姉）を皇后とした。
恭皇を擁した莫登庸は統元3年（1524年）に山東侯莫厥（莫登庸の弟）・瓊渓侯武護・陽川侯武如桂らに西都城を攻めさせて鄭綏を戦死させ、黎椅を捕らえて昇龍に幽閉した。鄭綏の死後、表立った反対者がいなくなった莫登庸は統元5年12月8日（1527年1月9日）、沛渓伯范金榜に黎椅を殺害させ、翌統元6年4月16日（1527年5月15日）には東閣大学士の皆源伯阮文泰に詔を起草させて恭皇にも禅譲を迫った。ここに後黎朝はいったん滅び、莫朝が成立した。譲位後の黎椿は恭王に降封されて西内宮に幽閉され、明徳元年6月15日（1527年7月12日）に母の鄭氏鸞と共に自害を強要された。
死後、皇帝の礼をもって御天県（現在のフンハ県フンニャン市鎮）にある華陽陵に葬られた。

## 参考資料
- 王民同（中国語簡体字）『王民同学術文選』雲南大学出版社雲南人民出版社、2016年4月1日。ISBN 978-7548226062。
- 八尾隆生「ヴェトナム前期黎朝の滅亡と清化集団の再編」『史学研究』第251号、広島史学研究会、2006年3月31日、1-26頁、ISSN 0386-9342。